# Виталий Скакун
Виталий Володимирович Скакун (на украински: Віталій Володимирович Скакун) е украински морски сапьор, награден посмъртно с орден „Златна звезда“. Той жертва живота си при руската инвазия в Украйна през 2022 г., като взривява мост в Геническ, за да забави напредването на руските войски по време на офанзивата в Херсон.

## Биография
Скакун е роден на 19 август 1996 г. в Бережани в Западна Украйна.   Той посещава училище № 3 в Бережани, където майка му е член на учителския екип.  По-късно в Лвов Скакун завършва Професионално училище (Техникум) № 20, където учи за заварчик.  Завършва Лвовската политехника.  През 2018 г. той живее шест месеца в Лешно, Полша, където работи като строителен работник. 

### Военна кариера
По време на руското нахлуване в Украйна през 2022 г. батальонът на Скакун е разгърнат да защитава град Хеническ, разположен близо до Перекопския провлак.  Когато руска бронирана колона се приближава до позицията, украинските сили решават да унищожат Хеническия мост, за да попречат на напредването на руските войски, настъпващи на север от посоката на Крим по време на офанзивата в Херсон. Скакун, който е сапьор, доброволства да постави мини на моста. 
На 24 февруари 2022 г., след като поставя експлозивите, Скакун нямайки достатъчно време да се оттегли от моста, след като съобщава намеренията си на своите бойни другари,  взривява мините, като се жертва и разрушава моста. Действията му забавят руското настъпление, давайки време на батальона му да се прегрупира. 

### Памет
На 26 февруари 2022 г. Скакун е посмъртно награден с Ордена на Златната звезда, военната версия на званието Герой на Украйна, от украинския президент Володимир Зеленски.  
На 28 февруари 2022 г. чешкият представител на един от градските райони на Прага Либор Бездек предлага да се преименува мост на улица Korunovační, която е адресът на руското посолство, на Моста на Виталий Скакун. Предложението е прието от окръга и изпратено до градския съвет на Прага. 
На 1 март 2022 г. градският съвет на Бережани присъжда на Скакун званието „Почетен гражданин на Бережани“. 
На 7 март 2022 г. той получава почетно гражданство на Лешно.  